# 울리히 폰 융깅겐
울리히 폰 융깅겐(독일어: Ulrich von Jungingen: 1360년경-1410년 7월 15일)은 중세 말기의 슈바벤인 귀족으로 1407년부터 1410년까지 독일기사단 총장을 역임했다. 독일기사단국의 최고단장(Oberster Gebietiger)으로서 그는 폴란드 왕국에 전쟁을 선포했고, 당시 리투아니아 대공국과 결혼동맹을 맺은 폴란드는 1410년 제1차 타넨베르크 전투에서 승리, 융깅겐 등 독일기사단 간부들을 전사시켰다.
융깅겐의 전사와 타넨베르크 전투의 대패, 그리고 뒤이은 평화조약에서 요구된 금전적 부담은 독일기사단국의 국운이 기우는 결정적 변곡점이 되었다. 오늘날까지도 울리히는 타넨베르크에서의 전술적 실책으로 주로 기억되고 있다.